# Haeromys
Haeromys és un gènere de rosegadors de la família dels múrids. Les tres espècies d'aquest grup són oriündes del sud-est asiàtic (Borneo, Palawan i Sulawesi). Una quarta espècie, que encara no ha estat descrita, viu als boscos de Sulawesi. Tenen una llargada de cap a gropa de 5,6–7,6 cm i la cua d'11–14 cm. El seu pelatge és suau i de color marró o marró rogenc al dors i blanc al ventre. El seu hàbitat natural són els boscos.